# 2-甲氧基安非他命
2-甲氧基安非他命（ 2-MA ），又名鄰甲氧基安非他命（ OMA ），是一种安非他命類藥物。與安非他命， MMA和PMA等相关药物相比，它在抑制单胺神经递质的再摄取和诱导释放方面明显较弱， 並且可以代替其N-甲基化結構類似物甲氧那明作為β-肾上腺素受体激动剂。